# Шахин, Саиф Саид
Саиф Саид Шахин (ар. سيف سعيد شاهين, настоящее имя — Стивен Чероно (англ. Stephen Cherono) — катарский бегун кенийского происхождения, который специализировался в беге на 3000 метров с препятствиями. Двукратный чемпион мира на дистанции 3000 метров с препятствиями. Действующий обладатель мирового рекорда в беге на 3000 метров с/п — 7:53.63.
Родился в районе Кейо на западе Кении. В 2003 году получил гражданство Катара. В связи с переходом в другую национальную команду не смог принять участие в Олимпийских играх 2004 года.
Также в настоящее время является рекордсменом мира среди юниоров на дистанции 3000 метров с/п.
Завершил спортивную карьеру в 2010 году.